# Lividraga
Lividraga este o arie protejată (sit de importanță comunitară — SCI) din Croația întinsă pe o suprafață de 25,07 ha, integral pe uscat.

## Localizare
Centrul sitului Lividraga este situat la coordonatele 45°28′38″N 14°35′09″E / 45.47736°N 14.585779°E.

## Înființare
Situl Lividraga a fost declarat sit de importanță comunitară în iulie 2013 pentru a proteja 1 specie de plante.

## Biodiversitate
Situată în ecoregiunea alpină, aria protejată nu include niciun habitat protejat.
La baza desemnării sitului se află o specie protejată de  plante: Buxbaumia viridis.